# Кондрашина (Байкаловский район)
Кондрашина — деревня в Байкаловском районе Свердловской области. Входит в состав Краснополянского сельского поселения. Управляется Чурманской сельской администрацией.

## География
Населённый пункт расположен на левом берегу реки Иленка в 7,5 километрах на северо-запад от села Байкалово — административного центра района.

### Часовой пояс
Кондрашина, как и вся Свердловская область, находится в часовой зоне МСК+2. Смещение применяемого времени относительно UTC составляет +5:00.

## Население
| 2002 | 2010 | 2021 |
| ---- | ---- | ---- |
| 74   | ↘49  | ↘37  |

## Инфраструктура
В деревне расположена всего одна улица (Новая). В 1 километре от деревне находится автодорога Ирбит — Байкалово.